# ACRA (pocisk)
Projektile Anti-Char-Autopropulse (ACRA) – francuski przeciwpancerny pocisk kierowany wystrzeliwany z armaty czołgowej kalibru 142 mm.
Prace nad ppk ACRA rozpoczęto w 1962 roku. Konstruowany pocisk miał mieć dużą prędkość, donośność i być naprowadzany w wiązce laserowej utrzymywanej na linii celu przez celownik umieszczony przy dziale. Działo-wyrzutnię ppk ACRA planowano montować na pojazdach  masie powyżej 12 ton. Z powodu problemów technologicznych prace nad pociskiem przerwane około 1970 lub 1973 roku koncentrując wysiłki na pracach nad konwencjonalnymi pociskami HOT i Milan.

## Dane taktyczno-techniczne
- kaliber: 142 mm
- masa: 25,5 kg
  - głowicy bojowej: 3 kg[1]
- długość 1220 mm
- zasięg: do 3300 m[1]
- prędkość: 
  - początkowa: 150 m/s
  - lotu: 500 m/s
- przebijalność: 700 mm RHA[2]